# DB Bahn
Da dicembre 2007 all'inizio del 2016, DB Bahn è stato uno dei tre marchi del Gruppo Deutsche Bahn, insieme a DB Schenker e DB Netze.
Comprendeva tutti i servizi di mobilità di DB ed è stato creato nel 2015 nell'ambito di una riorganizzazione dei marchi del Gruppo DB.

## Aree di Business e storia

Sviluppo del trasporto passeggeri - le linee verticali indicano la ristrutturazione del gruppo

Il dipartimento dei trasporti passeggeri DB Bahn è stato suddiviso in tre aree di business dal 2010:
- DB Fernverkehr
- DB Regio
- DB Arriva

Il settore di attività DB Stadtverkehr (trasporto in autobus) creato nel 2005 è stato reintegrato nel settore di attività regionale.
Nel 2005 la ferrovia ha trasportato 118,7 milioni di passeggeri su treni a lunga percorrenza per un totale di 33.641 milioni di chilometri. DB Fernverkehr AG ha fornito la maggior parte di questo servizio con linee a lunga percorrenza nazionali e transfrontaliere. DB AutoZug GmbH e City Night Line CNL AG gestiscono auto e treni notturni.
Nel 2005 la ferrovia ha trasportato più di 1,1 miliardi di passeggeri nel traffico locale, coprendo 33.809 milioni di passeggeri-chilometro. I passeggeri hanno rappresentato il 32 % delle vendite nell'area commerciale regionale, circa il 67 % del denaro proveniva dagli stati federali, che sono responsabili del trasporto locale ai sensi della legge sulla regionalizzazione. 
In questo settore operano le seguenti filiali di DB AG, ordinate per fatturato: DB Regio AG, DB ZugBus Regionalverkehr Alb-Bodensee GmbH e DB RegioNetz Verkehrs GmbH
Il traffico cittadino dell'ex area commerciale era responsabile della zona di Berlino e Amburgo, nonché di numerose compagnie di autobus, vedi DB Stadtverkehr. Insieme, le compagnie hanno trasportato 524,4 milioni di viaggiatori su un totale di 5.104 milioni di chilometri nel 2005.
Il 1º gennaio 2011 le aree di attività del trasporto regionale e urbano sono state accorpate nell'area di attività regionale congiunta. Nell'ambito dell'acquisizione di Arriva, Deutsche Bahn sta concentrando il trasporto passeggeri nazionale presso DB Regio e le attività di trasporto passeggeri internazionale presso DB Arriva.

## Treni

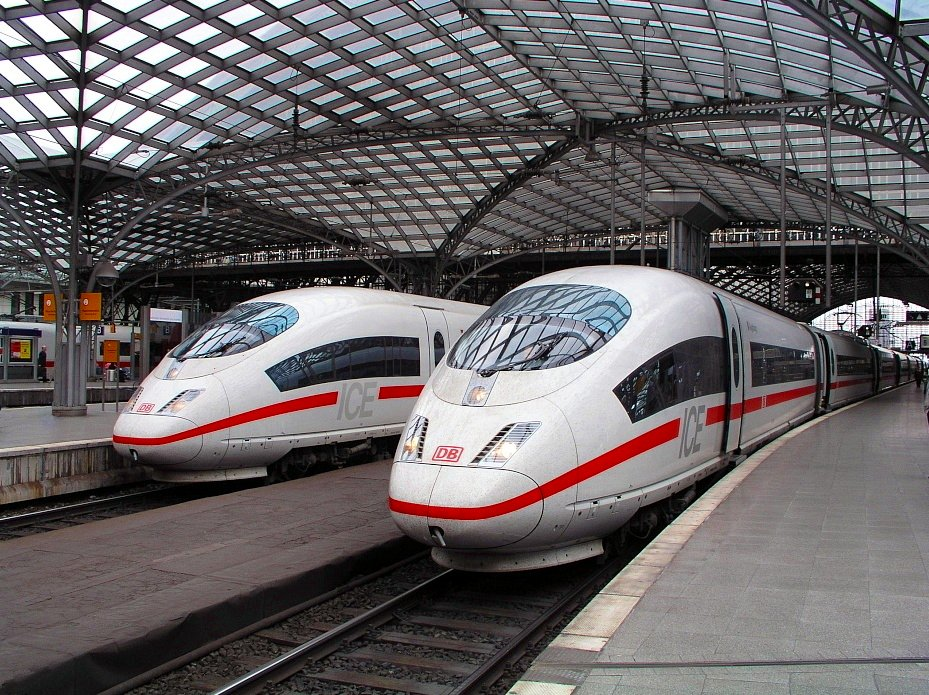
ICE3 di DB-Fernverkehrs

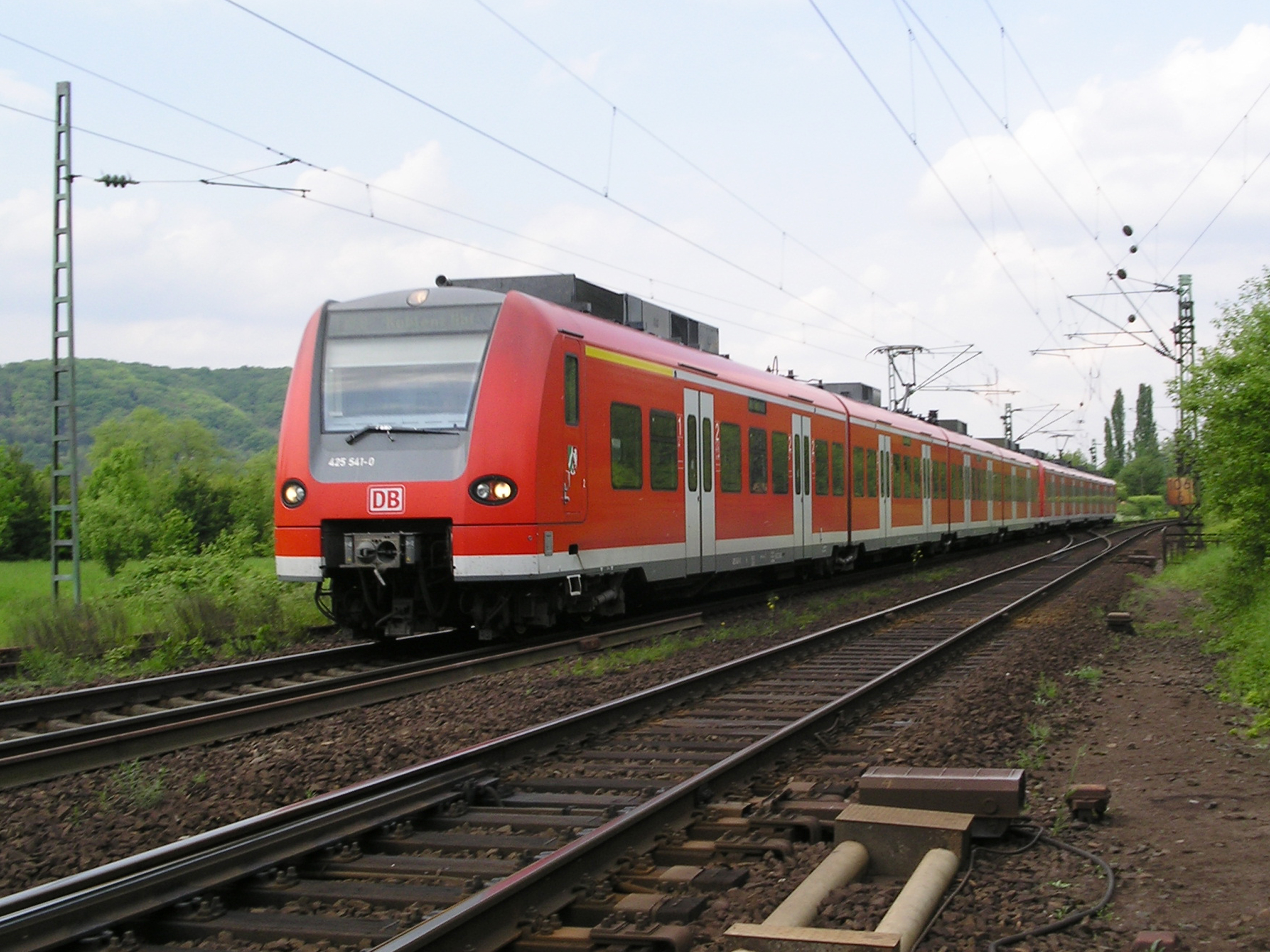
Elettrotreno DB 481

L'InterCityExpress è il fiore all'occhiello della ferrovia Tedesca. Il treno collega tra loro le città più grandi a velocità fino a 320 km/h. Nel 2006 rappresentava circa il 29% del traffico passeggeri. 
L'InterCity e l'EuroCity che opera a livello internazionale di solito hanno una frequenza tra le città di un'ora. Questi due treni insieme rappresentano circa il 14 % della capacità di trasporto. Un ulteriore 3% è rappresentato da ulteriori prodotti di trasporto a lunga percorrenza, come autotreni o treni notturni.
InterRegioExprss, RegionalExpress, RegionalBahn e S-Bahn sono i treni più importanti nel traffico locale e cittadino, con una quota di performance del traffico del 54%. 
Diverse rotte pianificate per il treno maglev ad alta velocità Transrapid, più recentemente il Transrapid di Monaco, sono fallite a causa della mancanza di redditività. Un nuovo prodotto sarà disponibile entro il 2030 con il Rhein-Ruhr-Express (RRX).
I 236 treni Intercity Express di linea in quattro diverse varianti costituiscono la parte più importante della flotta per il trasporto a lunga percorrenza. Per il traffico regionale e cittadino, la ferrovia ha quasi 500 unità multiple elettriche della serie 481 sulla S-Bahn di Berlino e circa il doppio dei treni nelle serie 420, 422, 423, 424, 425 e 426, 430, 440 e più 442, che operano come S-Bahn, cioè treni regionali ed espressi regionali. La più comune è la Gruppo 143 con circa 400 locomotive elettriche, ma queste vengono sempre più sostituite da altre classi.
Oltre a questi treni particolarmente comuni, la ferrovia ha numerose altre serie. Notevoli sono le numerose automotrici diesel, come la serie 628.

## Servizio Clienti

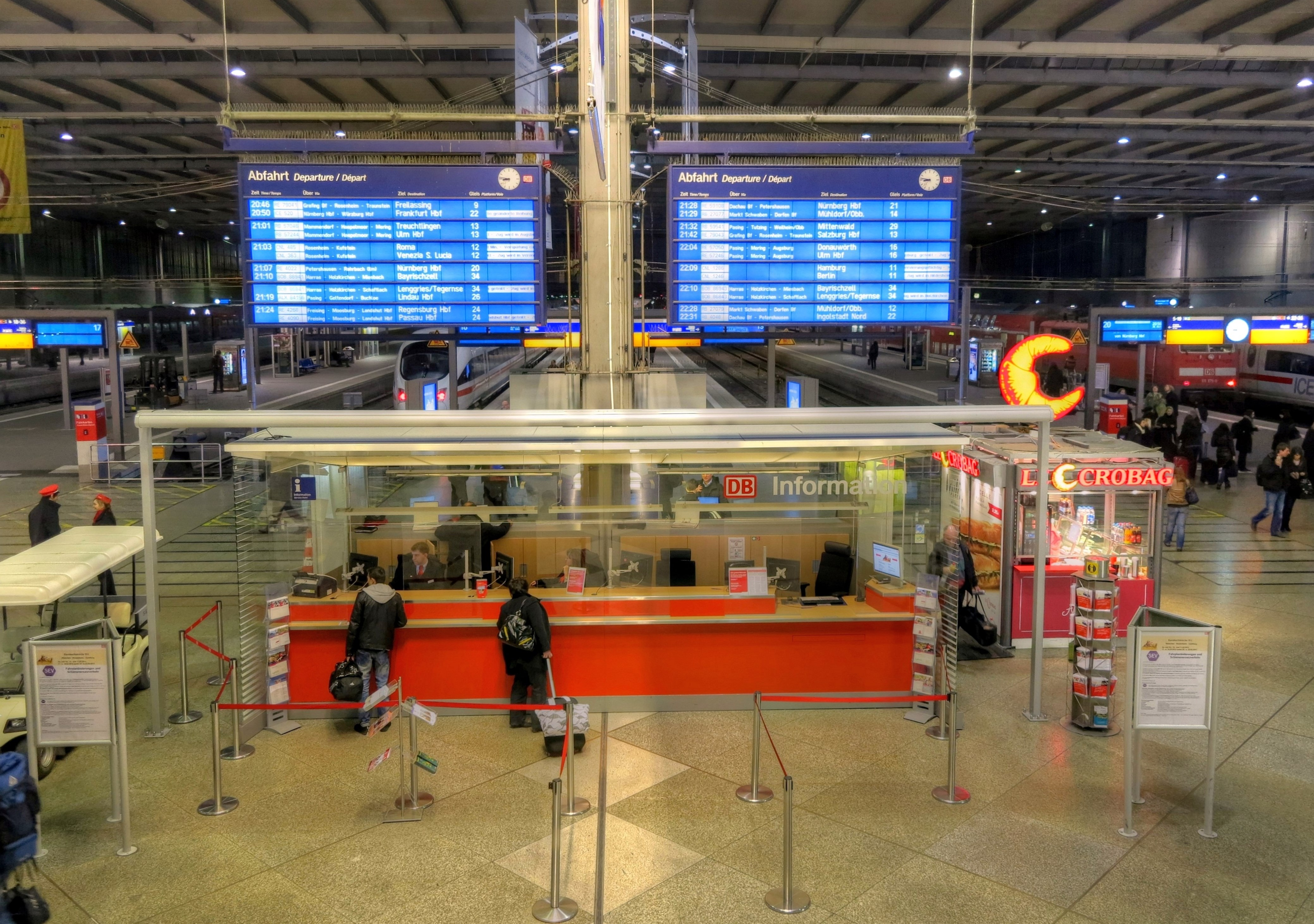
Punti informativi DB della Stazione di Monaco di Baviera Centrale

A seguito di un'analisi empirica, Jörg Nießing ha rilevato che il prezzo del viaggio, la convenienza rispetto all'auto e la puntualità hanno un'influenza centrale sulla fedeltà dei clienti dei treni di lunga percorrenza all'azienda. Jesko Perrey ha esaminato a quali gruppi di clienti dovrebbe rivolgersi il marketing a lunga distanza di Deutsche Bahn. Secondo questo, il 51% dei clienti a lunga distanza è sensibile al prezzo, il 31% desidera ridurre al minimo i tempi di viaggio e il 18% è orientato al comfort.

### Tariffe

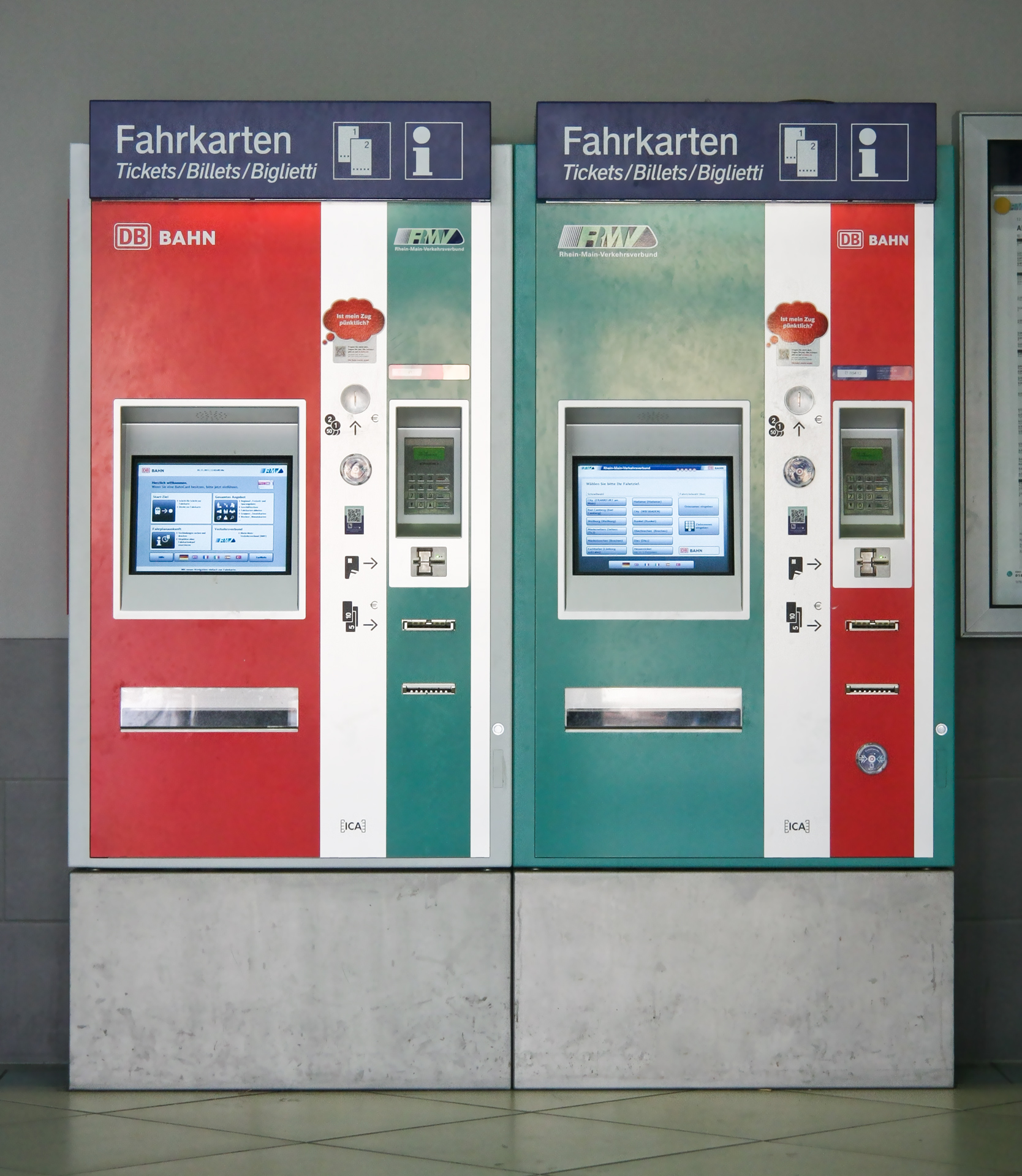
Biglietterie automatiche della Deutsche Bahn AG

Deutsche Bahn offre due modelli di tariffazione per i viaggi: il prezzo flessibile, che si applica a un percorso specifico e consente sostanzialmente una libera scelta del treno, e il prezzo risparmio, che è fisso per il treno selezionato. Anche i titolari di BahnCard possono ottenere sconti. 
Ci sono anche varie altre offerte per famiglie, passeggeri, gruppi, pendolari e varie offerte speciali. Tuttavia, altre tariffe si applicano ai treni locali.
Secondo uno studio, le tariffe ferroviarie sono sopravvalutate da chi è disinformato: i viaggiatori che utilizzano vari mezzi di trasporto hanno stimato il prezzo per la tratta Monaco-Amburgo pari al 140 per cento del prezzo effettivo, e anche di più per le distanze più brevi.
Nel caso di consulenza nei centri di viaggio DB, uno studio della Stiftung Warentest ha dimostrato che i clienti spesso non ricevevano l'offerta più conveniente. Troppo spesso si preferivano gli ICE costosi, anche se gli IC più economici oi treni regionali difficilmente impiegavano più tempo per la rispettiva tratta. Secondo il test del 2010.

### Puntualità
Tra il 23 settembre e il 31 ottobre 2007 (senza giorni di sciopero), Stiftung Warentest ha valutato gli orari di arrivo di 94.136 treni nelle stazioni terminali di dieci grandi città, tra le 6:00 e mezzanotte. Secondo questo sondaggio, il 46 % dei 23.261 treni a lunga percorrenza ha subito un ritardo di un minuto o meno, il 16 % di due o tre minuti, il dieci % di quattro o cinque minuti, il 12 % di sei o dieci minuti, l'8 % di undici e venti, il 3 % da 21 a 30 e il 4 % da più di 30 minuti di ritardo. 
Dei 70.875 treni regionali esaminati, il 56 % presentava un ritardo al capolinea di non più di un minuto, il 20 % da due a tre minuti, il 10 % da quattro a cinque minuti, il 9 % da sei a dieci minuti, il 4 % da undici a venti minuti e l'1 % tra i 21 ei 20 anni 30 o più di 30 minuti di ritardo. Deutsche Bahn ha respinto il risultato del sondaggio e ha parlato di una puntualità complessiva nel trasporto passeggeri di "ben oltre il 90%" nel 2007, senza citare cifre più specifiche.
Secondo Deutsche Bahn, la puntualità tra il 1996 e il 2003 era compresa tra l'86,2 e il 92,2%. Il giornalista Erich Preuß vede le influenze esterne e i ferrovieri indisciplinati come le principali cause di ritardi. Se un treno è in ritardo, spesso è difficile rientrare nell'orario a causa della mancanza di capacità. Per evitare che i ritardi si diffondano sull'intera rete, nel dicembre 2003 la Deutsche Bahn ha modificato le norme sui tempi di attesa, in base alle quali non c'è quasi nessuna attesa per i treni in coincidenza. Di conseguenza, la puntualità è migliorata, ma i viaggiatori raggiungono i loro treni in coincidenza meno spesso.
Dal 2008 anche le ferrovie hanno modificato la loro strategia di utilizzo della rete per collegamenti veloci il più possibile. Fino ad allora, i tempi di viaggio si stavano accorciando sempre di più. Tuttavia, l'ottimizzazione della velocità ha fatto sì che i ritardi non potessero più essere assorbiti. I ritardi stavano aumentando, soprattutto nel traffico a lunga percorrenza. Negli anni successivi le ferrovie hanno rallentato i collegamenti per tamponare gli effetti del maltempo, dei cantieri o altri ritardi. Tra Amburgo e Berlino, ad esempio, il tempo di percorrenza programmato tra il 2009 e il 2012 è stato di sei minuti in più. L'area della Ruhr può essere raggiunta anche dalla Germania settentrionale sei minuti dopo.

### Rimborso dei biglietti nel trasporto passeggeri

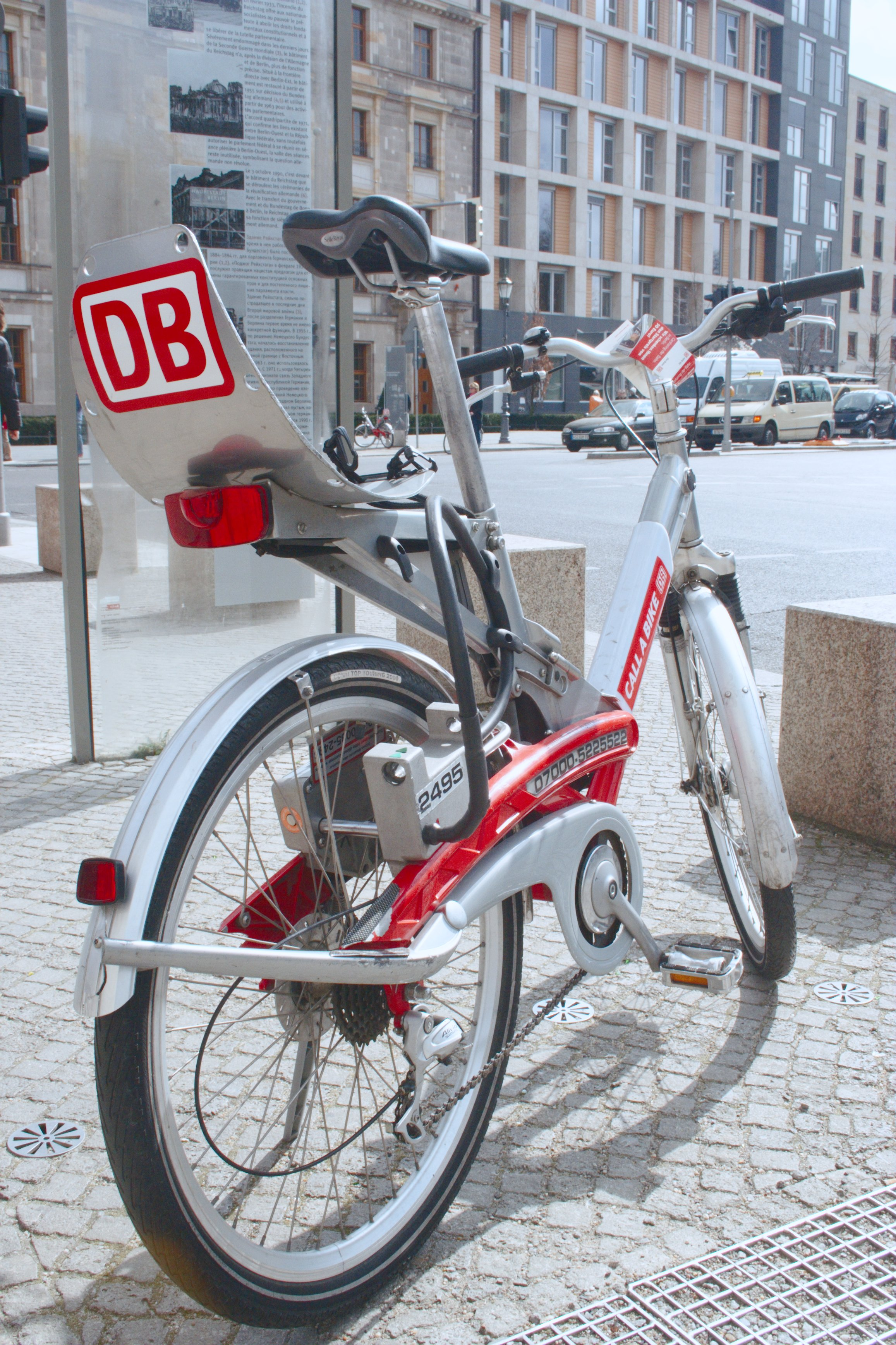
Bicicletta della Deutsche Bahn AG

Il 1º ottobre 2004 è stata introdotta una nuova disciplina per gli indennizzi in caso di ritardo dei treni a lunga percorrenza. In caso di ritardo ferroviario pari o superiore a 60 minuti, verrà rimborsato il 20 per cento del prezzo della singola corsa sotto forma di voucher; nell'ICE Sprinter da soli 30 minuti. I titolari della BahnCard 100, di un biglietto internazionale e di un abbonamento ricevono un compenso forfettario. Tra l'altro le associazioni dei consumatori ha criticato questi regolamenti, ad esempio alla ProBahn.
A partire dal 29 luglio 2009, il Bundestag tedesco ha modificato le norme sul traffico ferroviario in modo che i passeggeri del trasporto locale di passeggeri abbiano il diritto di utilizzare un treno di qualità superiore se il loro treno è in ritardo prolungato. Tuttavia, le ferrovie possono rifiutarlo in caso di biglietti “notevolmente ridotti”. Allo stesso tempo, il Bundestag tedesco ha soppresso la richiesta di responsabilità per ritardi nel trasporto di passeggeri a lunga distanza che era stata prevista dal regolamento fino a quel momento.

### Mobilità sostenibile
Per poter offrire la continuità del viaggio dall'inizio alla fine, oltre al viaggio da stazione a stazione, sono state incluse ulteriori offerte. Questi includono il noleggio di biciclette (Bike sharing) e auto (Car sharing).

## Sede
La divisione Trasporto passeggeri del Consiglio di amministrazione ha sede in Stephensonstrasse nel quartiere Gallus di Francoforte, insieme a DB Fernverkehr, DB Regio e DB Vertrieb. Completato nel 1993, questo edificio è stato la sede della DB AG fino al 2000.